# 해 떨어지기 전에
"해 떨어지기 전에"는 1960년 공개된 대한민국의 영화이다.

## 배역
- 김진규
- 조미령
- 김승호
- 황정순
- 방수일
- 허장강
- 김희갑
- 김신재
- 윤인자
- 최명수
- 조용수
- 전영선
- 강계식
- 이인숙